# Quentin Maceiras
Quentin Maceiras (Sion, 1995. október 10. –) svájci labdarúgó, a Puskás Akadémia hátvédje.

## Pályafutása
Maceiras a svájci Sion városában született. Az ifjúsági pályafutását a helyi Sion csapatában kezdte, majd a Sierre és a Naters akadémiájánál folytatta. 
2016-ban mutatkozott be a Sion első osztályban szereplő felnőtt csapatában. Először a 2016. május 25-ei, Luzern elleni mérkőzés 90+2. percében Léo Itaperuna cseréjeként lépett pályára. Első gólját 2017. június 2-án, a Grasshoppers ellen 1–1-es döntetlennel zárult találkozón szerezte.
2020. augusztus 11-én négyéves szerződést kötött a Young Boys együttesével. 2020. október 17-én, a Servette ellen 0–0-ás döntetlennel zárult mérkőzés 82. percében Jordan Lefort cseréjeként debütált.
2023. július 25-én kétéves szerződést írt alá a Puskás Akadémia csapatával.

## Magánélete
Maceiras Svájcban született spanyol származással.

## Statisztika

### Klubcsapatokban
2025. augusztus 16-i állapot szerint.
| Klub            | Szezon   | Bajnokság    | Bajnokság | Bajnokság | Kupa  | Kupa  | Nemzetközi | Nemzetközi | Összesen | Összesen |
| Klub            | Szezon   | Bajnokság    | Mérk.     | Gólok     | Mérk. | Gólok | Mérk.      | Gólok      | Mérk.    | Gólok    |
| --------------- | -------- | ------------ | --------- | --------- | ----- | ----- | ---------- | ---------- | -------- | -------- |
| Sion            | 2015–16  | Super League | 1         | 0         | 0     | 0     | —          | —          | 1        | 0        |
| Sion            | 2016–17  | Super League | 2         | 1         | 0     | 0     | —          | —          | 2        | 1        |
| Sion            | 2017–18  | Super League | 21        | 0         | 1     | 1     | 2          | 0          | 24       | 1        |
| Sion            | 2018–19  | Super League | 30        | 1         | 2     | 0     | —          | —          | 32       | 1        |
| Sion            | 2019–20  | Super League | 30        | 0         | 3     | 0     | —          | —          | 33       | 0        |
| Sion            | Összesen | Összesen     | 84        | 2         | 6     | 1     | 2          | 0          | 92       | 3        |
| Young Boys      | 2020–21  | Super League | 21        | 1         | 1     | 0     | 4          | 0          | 26       | 1        |
| Young Boys      | 2021–22  | Super League | 24        | 0         | 3     | 1     | 7          | 0          | 33       | 1        |
| Young Boys      | 2022–23  | Super League | 7         | 0         | 3     | 0     | 1          | 0          | 11       | 0        |
| Young Boys      | Összesen | Összesen     | 52        | 1         | 7     | 1     | 12         | 0          | 71       | 2        |
| Puskás Akadémia | 2023–24  | NB I         | 26        | 0         | 1     | 0     | —          | —          | 27       | 0        |
| Puskás Akadémia | 2024–25  | NB I         | 32        | 0         | 3     | 0     | 4          | 0          | 39       | 0        |
| Puskás Akadémia | 2025–26  | NB I         | 4         | 0         | 0     | 0     | 2          | 0          | 6        | 0        |
| Puskás Akadémia | Összesen | Összesen     | 62        | 0         | 4     | 0     | 6          | 0          | 72       | 0        |
| Összesen        | Összesen | Összesen     | 198       | 3         | 17    | 2     | 20         | 0          | 235      | 5        |

## Sikerei, díjai
Sion
- Svájci Kupa
  - Döntős (1): 2016–17

Young Boys
- Super League
  - Bajnok (2): 2020–21, 2022–23
- Svájci Kupa
  - Győztes (2): 2019–20, 2022–23

Puskás Akadémia
- NB I
  - Ezüstérmes (1): 2024–25
  - Bronzérmes (1): 2023–24